# Paula Kelly
Paula Alma Kelly (ur. 21 października 1942 w Jacksonville, zm. 8 lutego 2020 w Whittier) – amerykańska aktorka telewizyjna, filmowa i teatralna. Kelly zadebiutowała na Broadwayu jako pani Veloz w musicalu Something More! z 1964 roku, dzieląc scenę z Barbarą Cook. Inne jej role na Broadwayu to The Dozens (1969), Paul Sills 'Story Theatre (1971), Ovid's Metamorphoses (1971) oraz Duke Ellington's Sophisticated Ladies (1981) z Gregorym Hinesem i Phyllisem Hymanem.

## Wczesne lata
Urodziła się w Jacksonville na Florydzie, córka muzyka jazzowego, Kelly wychowała się w Harlemie w Nowym Jorku. Uczęszczała do High School of Music & Art Fiorello H. LaGuardia, specjalizując się w muzyce, i kontynuowała naukę w Juilliard School of Music, gdzie studiowała taniec pod okiem Martha Hill. Ukończenie studiów magisterskich ukończyła jako solistka razem z m.in. Marthą Graham, Donaldem McKayle’em i Alvinem Aileyem.

## Kariera
Kelly wykonała solo taneczne podczas 41. Oscarów za nominowaną tytułową piosenkę Chitty Chitty Bang Bang (1968). Wystąpiła na londyńskiej scenie w filmie Sweet Charity z tancerką i aktorką Juliet Prowse, za którą Kelly zdobyła nagrodę London Variety Award dla najlepszej aktorki drugoplanowej. Wystąpiła w rekordowej premierze na zachodnim wybrzeżu filmu Don't Bother Me, I Can’t Cope na Mark Taper Forum, za którą otrzymała nagrodę Los Angeles Drama Critics Circle Award, Variety oraz pierwszą z trzech NAACP Image Nagrody.
Do filmów Kelly należy reżyserowany przez Boba Fosse'a film Sweet Charity, Soylent Green; The Spook Who Sat by the Door; The Andromeda Strain; Uptown Saturday Night; Lost in the Stars, Jo Jo Dancer, Your Life Is Calling; Drop Squad; and Once Upon a Time...When We Were Colored.. Kelly grała rolę Liz Williams w pierwszym sezonie serialu Night Court, za który otrzymała nominację do nagrody Emmy. Kelly wystąpiła także gościnnie w wielu filmach telewizyjnych i serialach komediowych, w tym Sanford and Son, Kojak, Police Woman, Golden Girls, Good Times, Any Day Now oraz w wyprodukowanym przez Oprah Winfrey serialu telewizyjnym The Women of Brewster Place (na podstawie powieści Gloria Naylor o tej samej nazwie z 1982 r., w której wcieliła się w rolę jednej z pary lesbijek (z Lonette McKee) walczącej z homofobią w getcie w śródmieściu. Była nominowana do drugiej Emmy za rolę w The Women of Brewster Place.

## Życie prywatne
Kelly poślubiła urodzonego w Wielkiej Brytanii reżysera Dona Chaffeya w 1985 roku. Nie mieli dzieci przed śmiercią Chaffeya w 1990 roku.